# رويبان بزرغ (مقاطعة غيلانغرب)
رويبان بزرغ (بالفارسية: رویبان بزرگ) هي قرية تقع في منطقة مركزية ريفية في إيران. يقدر عدد سكانها بـ 153 نسمة بحسب إحصاء 2016.